# Seven Minutes in Heaven
Seven Minutes in Heaven is een Amerikaanse tienerfilm uit 1985 geregisseerd door Linda Feferman en met Jennifer Connelly in de hoofdrol in een van haar eerste filmrollen.

## Verhaal
Natalie Becker zit thuis te studeren en te werken aan een opdracht om de president te kunnen ontmoeten terwijl haar vader weg is. Jeffrey, een goede jeugdvriend en klasgenoot uit de buurt heeft problemen met zijn stiefvader, dus laat Natalie hem bij haar in huis verblijven. Haar beste vriendin Polly probeert intussen een date te krijgen en klopt ook bij Natalie aan voor advies. De 3 vrienden worstelen met hun relaties, hun ouders en het opgroeien naar volwassenheid wat onderling meerdere spanningen met zich meebrengt.

## Rolverdeling
| Acteur            | Personage                            |
| ----------------- | ------------------------------------ |
| Jennifer Connelly | Natalie Becker                       |
| Byron Thames      | Jeffrey Moran                        |
| Maddie Corman     | Polly Franklin                       |
| Alan Boyce        | James Casey                          |
| Polly Draper      | Aileen Moran Jones, Jeffrey's moeder |
| Marshall Bell     | Gerry Jones, Jeffrey's stiefvader    |
| Michael Zaslow    | Bob Becker, Natalies vader           |
| Billy Wirth       | Zoo Knudsen                          |
| Lauren Holly      | Lisa                                 |
| Margo Skinner     | Mrs. Franklin                        |
| Matthew Lewis     | Polly's vader                        |
| Terry Kinney      | Bill de fotograaf                    |
| Denny Dillon      | Tante Gail                           |
| Paul Martell      | Witte Huis assistent                 |
| Michael Higgins   | Senator Peterson                     |
| Spalding Gray     | Dr. Rodney                           |